# The Man Who
The Man Who és el segon disc d'estudi de Travis, banda escocesa de rock alternatiu i britpop. Es va posar a la venda el 24 de maig del 1999. És amb aquest disc que la banda assolí fama internacional: va arribar al #1 al Regne Unit i #8 a Austràlia.
El disc està dedicat a Stanley Kubrick. El títol fa referència al llibre d'Oliver Sacks L'home que va confondre la seva dona amb un barret.

## Cançons
Standard Edition
1. "Writing to Reach You" – 3:41
2. "The Fear" – 4:12
3. "As You Are" – 4:14
4. "Driftwood" – 3:33
5. "The Last Laugh of the Laughter" – 4:20
6. "Turn" – 4:24
7. "Why Does It Always Rain on Me?" – 4:25
8. "Luv" – 4:55
9. "She's So Strange" – 3:15
10. "Slide Show" – 3:06
11. "Blue Flashing Light" (Pista amagada) - 3:43

## Músics
- Francis Healy – Veu, guitarra
- Andy Dunlop – Guitarra
- Dougie Payne – Baix
- Neil Primrose – Bateria
- Sarah Wilson - violoncel a "Why Does It Always Rain on Me?"